# 深夜美食團
《深夜美食團》（英語：Midnight Banquets）香港無綫電視制作之飲食節目，由崔建邦、張秀文、黃愷怡、張致恒、思霆（第16集起）、林希靈（第25集起）、譚永浩（第40-42集）主持，由2018年2月11日開始香港時間逢星期日23:00至23:30於翡翠台播出。節目形式與《夜宵磨》類似，每集安排不同藝人嘉賓進食美食及談天。
另外2018年5月13日於母親節，該節目準備了1小時之特別版《深夜美食團 真的愛我媽》（英語：Midnight Banquets Mother's Day Special），於22:30至23:30播出。

## 每集內容
| 集數   | 播映     | 主題                                   | 嘉賓                                            |
| 2018年 |          |                                        |                                                 |
| 01     | 2月11日  | 「降魔」蜑家私房菜．「甜到膩」西班牙餐 | 馬國明、胡鴻鈞、林師傑、歐陽巧瑩                |
| 02     | 2月18日  | 新春豪食海鮮盛宴                       | 楊詩敏、林炳南、劉佩玥、翟威廉                  |
| 03     | 2月25日  | 思捷私房「食好西」                     | 李思捷                                          |
| 04     | 3月4日   | 吃喝閒聊 美景相伴                      | 黃智雯、胡蓓蔚、楊秀惠、鍾舒漫、泳兒            |
| 05     | 3月11日  | 男人的浪漫                             | 陳家樂、李嘉                                    |
| 06     | 3月18日  | 回憶的味道                             | 歐陽偉豪、林韋辰                                |
| 07     | 4月1日   | 「相機食先」主題餐廳                   | 莊思敏                                          |
| 08     | 4月8日   | 共聚「兄弟」時光                       | 林子聰                                          |
| 09     | 4月22日  | 懷舊新派中菜                           | 歐倩怡、梁雪湄、湯怡                            |
| 10     | 4月29日  | 星級飲食營商之道                       | 黃長興、關楚耀、董嘉儀                          |
| 特別版 | 5月13日  | 深夜美食團 真的愛我媽                  | 薛家燕、胡諾言、陳琪、湯洛雯                    |
| 11     | 5月20日  | 明星美食通                             | 周奕瑋、姜麗文、胡慧冲                          |
| 12     | 5月27日  | 「重口味」美食匯                       | 陳嘉佳、喬寶寶                                  |
| 13     | 6月3日   | 九龍城的情懷                           | 伍允龍、樊亦敏、安俊豪                          |
| 14     | 6月10日  | 創意Fusion菜                           | 高海寧、衛詩雅                                  |
| 15     | 6月17日  | 明星聚腳地                             | 鄧建明、歐陽德勛、蔡立兒                        |
| 16     | 6月24日  | 人氣「吃喝玩樂」餐廳                   | 姚子羚、吳家樂、林凱恩、黃碧蓮、周志康          |
| 17     | 7月1日   | 和風佳餚配美酒                         | 陸浩明、邵珮詩                                  |
| 18     | 7月29日  | 找「素」美食團                         | 王浩信、胡渭康                                  |
| 19     | 8月5日   | 《天命》認可的民間美食                 | 陳展鵬、譚俊彥                                  |
| 20     | 8月12日  | 女神．兄弟消夜時                       | 鄺潔楹、張彥博、楊卓娜                          |
| 21     | 8月19日  | 多國美食夜                             | 傅嘉莉、陳煒、甄澤權                            |
| 22     | 8月26日  | 火辣辣滋味                             | 布志綸、吳浩康、譚嘉儀                          |
| 23     | 9月9日   | 食夜粥                                 | 洪卓立、何浩文                                  |
| 24     | 9月30日  | 「星星級」權威食店                     | 關楚耀、胡諾言、JW                              |
| 25     | 10月21日 | 「波士蠔」推介                         | 黃宗澤、林宣妤                                  |
| 26     | 10月28日 | 地方風味                               | 麥美恩、伍富橋、徐加晴                          |
| 27     | 11月18日 | 中、日滋味蟹宴                         | 黎諾懿、陳嘉茵、馬天佑、劉瑞祈                  |
| 28     | 12月2日  | 手工粵菜「鼎」呱呱                     | 李家鼎、黃美棋                                  |
| 29     | 12月9日  | 男神消夜團                             | 袁偉豪、馬貫東、阮政峰、余德丞                  |
| 30     | 12月23日 | 消夜「麵對麵」                         | 古明華、吳沚默、曾樂彤                          |
| 2019年 |          |                                        |                                                 |
| 31     | 1月13日  | 「廉」食大排檔                         | 曹永廉、黃建東、何遠東、林秀怡                  |
| 32     | 1月20日  | 亞洲美食團                             | 黎芷珊、區永權、張雪瑩                          |
| 33     | 1月27日  | 「離地」、「親民」日本菜               | 張景淳、呂慧儀、蔚雨芯                          |
| 34     | 2月3日   | 兄弟飯聚海鮮宴                         | 范振鋒、王梓軒、劉雅麗、許文軒、潘盈慧          |
| 35     | 2月10日  | 我和「大辣妹」吃雞煲                   | 黃智雯、鄧佩儀                                  |
| 36     | 2月24日  | 與「東張女神」同享「越」級滋味         | 利穎怡、黃凱儀、羅詠怡                          |
| 37     | 3月3日   | 創意中菜顯功架                         | 岑杏賢、譚永浩                                  |
| 38     | 3月10日  | 中式消夜三連擊                         | 何依婷、朱紫嬈、寶珮如、李麗霞                  |
| 39     | 3月17日  | 懷舊、新式粵菜風味                     | 譚玉瑛、楊潮凱、溫家偉                          |
| 40     | 4月7日   | 約戰電競王「食雞」                     | 謝東閔、張翼東、戴祖儀、梁嘉琪                  |
| 41     | 4月21日  | 俊男美女消夜團                         | 丁子朗、劉穎鏇、吳若希                          |
| 42     | 5月5日   | 廚師發辦的「芯懿」                     | 李佳芯、黎諾懿、梁証嘉、 繆家慶、黎燕珊、陳庭欣 |

## 節目調動
2018年
- 2018年3月25日：由於22:30-23:30播映特備節目《TVB 2018影視展星勢》，本節目暫停播映。
- 2018年4月15日：由於21:30-23:30播映劇集《三個女人一個「因」》第17-18集大結局，本節目暫停播映。
- 2018年5月6日：由於22:30-23:30播映紀錄片《走過森林和原野》1小時加長版，本節目暫停播映。
- 2018年7月8日：由於21:30-23:30播映劇集《冒險王衛斯理之藍血人》第9-10集大結局，本節目暫停播映。
- 2018年7月15日：由於21:00-23:30播映電影《使徒行者》，本節目暫停播映。
- 2018年7月22日：由於21:30-23:30播映特備節目慶祝big big channel正式營業，本節目暫停播映。
- 2018年9月2日：由於22:30-23:30播映《流行經典50年》第48集，本節目暫停播映。
- 2018年9月16日：由於22:30-23:30播映訪談節目《家燕姐全民皆Friend 60年》，本節目暫停播映。
- 2018年9月23日：由於22:30-23:30播映《流行經典50年》第49集，本節目暫停播映。
- 2018年10月7日：由於23:00-23:30播映《大玩特玩 消暑篇》第18集，本節目暫停播映。
- 2018年10月14日：由於21:00-23:30播映電影《風暴》，本節目暫停播映。
- 2018年10月21日：由於21:00-23:15播映電影《S風暴》，本節目順延至23:15-23:45播映。
- 2018年11月4日：由於21:00-23:30播映電影《葉問3》，本節目暫停播映。
- 2018年11月11日：由於21:00-23:45播映電影《西遊記之孫悟空三打白骨精》，本節目暫停播映。
- 2018年11月25日：由於22:30-23:30播映《2018勁歌金曲優秀選第二回》上半部分，本節目暫停播映。
- 2018年12月16日：由於23:00-23:30播映廣告節目《萬千星輝慶功宴》，本節目暫停播映。
- 2018年12月30日：由於播映特備節目《2018娛樂繽FUN大派對》，本節目暫停播映。

2019年
- 2019年1月6日：由於22:30-23:30播映訪談節目《軒仔與他的產地》，本節目暫停播映。
- 2019年2月17日：由於21:30-23:45播映電影《失戀急讓》，本節目暫停播映。
- 2019年3月24日：由於播映特備節目《TVB影視展星勢2019》，本節目暫停播映。
- 2019年3月31日：由於播映《神奇百草遊(Sr.2)》第6集，本節目暫停播映。
- 2019年4月14日：由於21:30-23:30播映劇集《皓镧传》第61-62集大結局，本節目暫停播映。

## 外部連結
- 深夜美食團 - 主頁 - tvb.com （页面存档备份，存于）
- 深夜美食團 真的愛我媽 - 主頁 - tvb.com （页面存档备份，存于）

## 電視節目的變遷
| 香港無綫電視翡翠台 星期日 23:00-23:30 時段 | 香港無綫電視翡翠台 星期日 23:00-23:30 時段 | 香港無綫電視翡翠台 星期日 23:00-23:30 時段 |
| ------------------------------------------ | ------------------------------------------ | ------------------------------------------ |
|                                            | 深夜美食團 （2018.02.11 - 2019.05.05）     |                                            |
| 萬千星輝頒獎典禮 精彩時刻 （2018.01.21）   | 機動部隊2019 （2019.05.12 - 2019.06.02）   |                                            |